# Malung
Malung is een plaats in de gemeente Malung-Sälen in het landschap Dalarna en de provincie Dalarnas län in Zweden. De plaats heeft ongeveer 5.000 inwoners en een oppervlakte van 942 hectare.
In het hart van het dorp bevindt zich het park Grönland, waarin een podium staat voor dans- en folkloristische feesten in het voorjaar en de zomerperiode. Elk jaar vindt hier in week 29, in juli, de dansbandsveckan ("de week van dansbands") plaats, met tientallen bands uit binnen- en buitenland. Dansband is een typisch Zweedse muziekstijl, met invloeden uit de country, rock-'n-roll, swing en schlager waarop men bugg en foxtrot danst.
Malung staat ook bekend om het wintertoerisme. Veel wintersporters rijden dan van en naar het skigebied Sälen om een tussenstop te maken. Buiten die tijd en week 29 is Malung een rustig dorp.
Het dorp ligt aan de rivier Västerdalälven. Het is meteen ook de grootste plaats aan die rivier, die hier door bijna onbewoond gebied stroomt. Malung ligt 70 km ten zuidwesten van het dorp Mora. 10 km ten zuidoosten van Malung ligt het gehucht Yttermalung, aan dezelfde rivier. Tussen beide dorpen liggen aan beide oevers de Västerdalälven-wegen; de weg op de oostoever is verhard, die op de westoever is niet verhard.

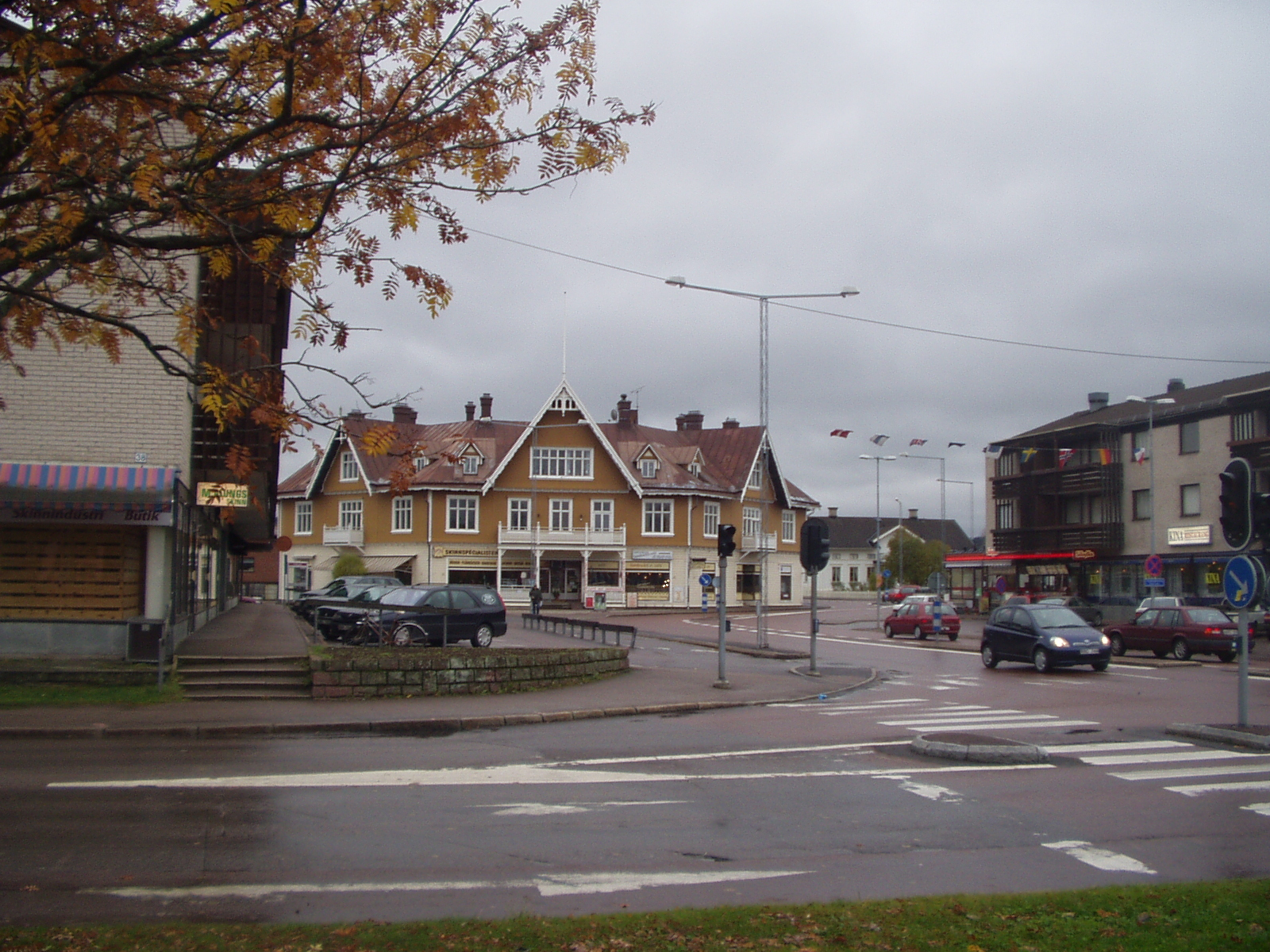
Centrum van Malung
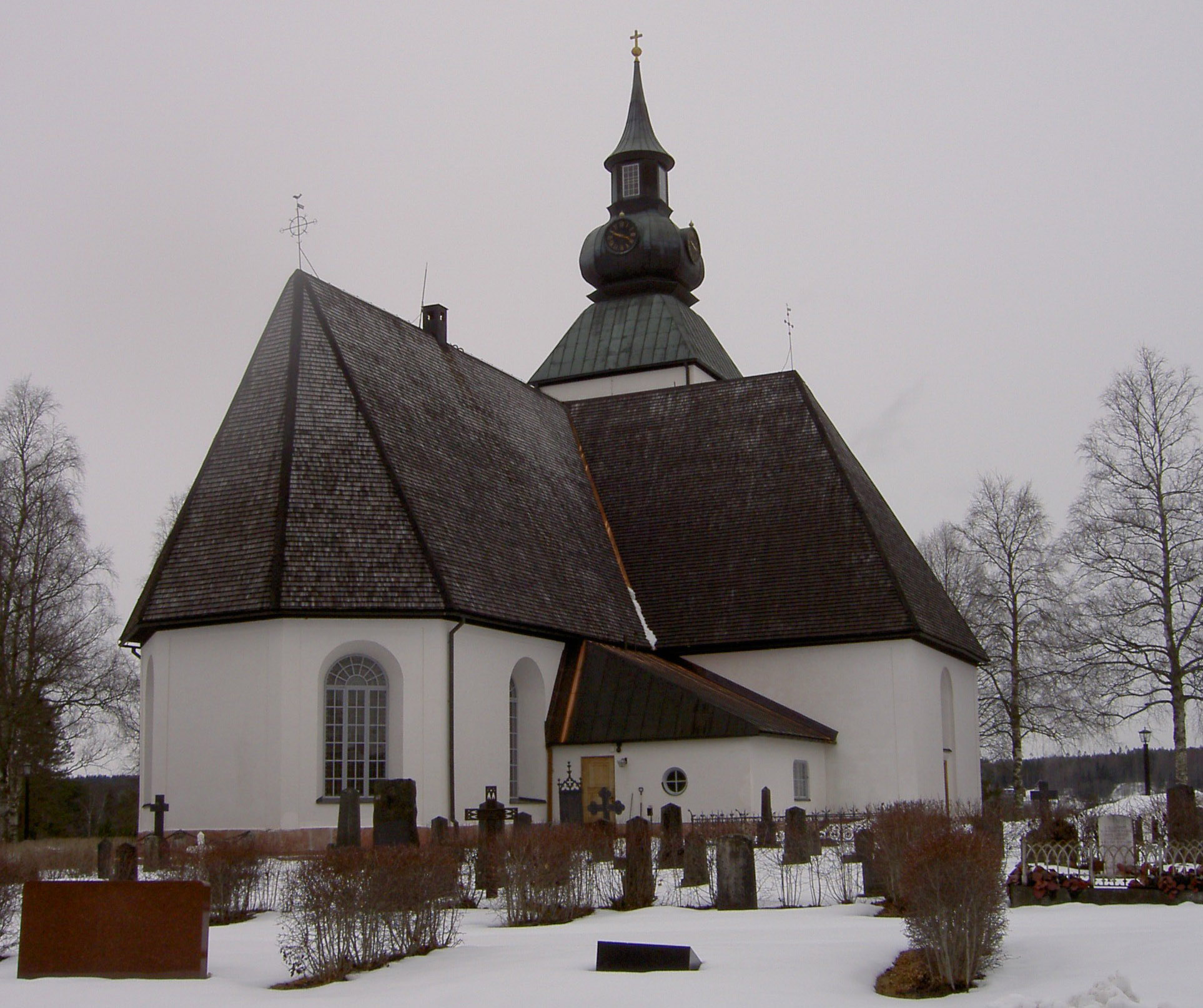
Kerk in Malung

## Verkeer en vervoer
Bij de plaats lopen de E16, E45 en Riksväg 66.
Het dorp heeft een klein station, dat het verbindt met de plaats Borlänge. Dit is de spoorlijn Repbäcken - Särna.